# Succisa pinnatifida
Succisa pinnatifida é uma espécie de planta com flor pertencente à família Dipsacaceae.
A autoridade científica da espécie é Lange, tendo sido publicada em Kjoeb. vidensk. Meddel. (1861) 63.

## Portugal
Trata-se de uma espécie presente no território português, nomeadamente em Portugal Continental.
Em termos de naturalidade é endémica da Península Ibérica.

## Protecção
Não se encontra protegida por legislação portuguesa ou da Comunidade Europeia.